# Вацетіс Іоаким Іоакимович
Ваце́тіс Юкумс (Йоаки́м) Йоаки́мович (латис. Jukums Vācietis; 11 листопада) 1873, маєток Нейгоф, Нейгофська волость, Гольдінгенський повіт, Курляндська губернія — 28 липня 1938, Москва) ́— радянський військовий і політичний діяч латиського походження, командарм 2-го рангу (1935), професор. Розстріляний у 1938. Посмертно реабілітований у 1957.

## Життєпис
Народився 11.11.1873 в маєтку Нейгоф (латис. Jaunmuiža, нині Jaunlutriņi) Гольдінгенського повіту Курляндської губернії, нині Салдуський край Латвії.
Освіта вища (Віленське військове училище — 1897 р. та Академія Генерального штабу — 1909 р.), полковник царської армії. 1917 р. у царській армії командував 5 Латиським стрілецьким полком. Разом з полком перейшов на сторону Радянської влади. У листопаді 1917 р. був призначений начальником оперативного відділу Польового революційного штабу Ставки главковерха М. Криленка.
У лютому 1918 р. керував бойовими діями проти контрреволюційного корпусу генерала Довбор-Мусницького і військ Української Центральної Ради. У березні 1918 р. був призначений командиром Латиської стрілецької дивізії. На початку липня за дорученням В. І. Леніна командував радянськими військами по ліквідації заколоту лівих есерів у Москві.
Командувач Східним фронтом (11.VII—28.IX.18 р.), Головнокомандувач усіма Збройними силами Республіки (6.IX.18 —9.VII.19, з 6 по 28.IX поєднував обидві посади); одночасно був командувачем армією Радянської Латвії (6.I—10.III.19 р.). Призначений з особливо важливих доручень при РВСР (серпень 1919 — 1921).
З 1922 — професор з історії воєн Військової академії, автор ряду наукових робіт. У 1921—1927 викладач Військової академії РСЧА, 1927—1929 старший керівник кафедри з історії воєн Військової академії ім. М. В. Фрунзе, 1929—1932 начальник кафедри світової війни Військової академії ім. М. В. Фрунзе, 1932—1937 начальник військово-історичного циклу, професор військової Академії РСЧА ім. Фрунзе. Командарм 2-го рангу (1935), латиш, безпартійний. 
Нагороджений орденом Червоного Прапора (1928).
Арештований 29 листопада 1937. Засуджений ВКВС СРСР 28.07.1938 за обвинуваченням у шпигунстві та участі у дореволюційній терористичній організації.
Розстріляний 28.07.1938. Реабілітований 28.03.1957.